# Chiril Aldea-Cuțarov
Chiril Aldea-Cuțarov (n. 1 noiembrie 1919, Bolgrad, România – d. 3 august 1992, Chișinău, Republica Moldova) a fost un poet și publicist român basarabean, cunoscut pentru contribuțiile sale la literatura română din Basarabia în perioada interbelică și postbelică.

## Biografie
În anii 1938-1939, Chiril Aldea-Cuțarov a fost elev la Liceul de băieți din Bolgrad, unde a fost coleg cu poeți precum Andrei Ciurunga și prozatori precum Gheorghe Gheorghiu. În această perioadă, a colaborat la revista Bugeacul, condusă de Teodor Nencev, și la Moldova, sub îndrumarea profesorilor Ioan Șt. Botez și Vladimir Cavarnali. De asemenea, a frecventat cercul literar al poeților Vladimir Cavarnali, Teodor Nencev, Iacob Slavov și Ioan Sulacov.
După absolvirea liceului, Aldea-Cuțarov a continuat să fie activ în viața literară basarabeană, publicând poezii și articole în diverse reviste și ziare ale vremii. A fost implicat în promovarea literaturii române din Basarabia, în mișcarea de renaștere națională de la sfârșitul anilor '80 și a contribuit la dezvoltarea culturii locale.

## Activitate literară
Chiril Aldea-Cuțarov a fost un susținător al poeziei basarabene și a scris despre alți poeți din regiune, cum ar fi Liuba Dimitriu, evidențiind contribuțiile acestora la literatura română.

## Moștenire
Chiril Aldea-Cuțarov a lăsat o amprentă în literatura basarabeană prin activitatea sa literară și publicistică. A fost menționat în diverse lucrări de referință, precum Dicționarul scriitorilor români din Basarabia 1812-2010.
Prin activitatea sa, Chiril Aldea-Cuțarov a contribuit la îmbogățirea patrimoniului literar al Basarabiei și la promovarea valorilor culturale românești în regiune.